# Astragalus nicorae
Astragalus nicorae är en ärtväxtart som beskrevs av Gomez-sosa. Astragalus nicorae ingår i släktet vedlar, och familjen ärtväxter. Inga underarter finns listade i Catalogue of Life.